# Geografía de Bosnia y Herzegovina
Bosnia y Herzegovina (nombre local, Bosna i Hercegovina) es un estado situado en la Europa sur-oriental, que limita con al mar Adriático y Croacia.

## Geografía física
El nombre del país viene de las dos regiones: Bosnia y Herzegovina, que tienen una frontera muy vagamente definida entre ellas. Bosnia ocupa las zonas septentrionales que son aproximadamente cuatro quintas partes de todo el país, mientras que Herzegovina ocupa el resto en la parte meridional del país.

### Relieve
Se encuentra atravesada por numerosos cordones de los Alpes Dináricos, que la dividen en estrechos valles y la aíslan del Mar Adriático. 
La zona del norte es montañosa y se encuentra cubierta en su mayor proporción por bosques densos. Las partes nororientales llegan a la Llanura Panónica. La parte central de Bosnia es la más montañosa, con destacadas montañas como Vlašić, Čvrsnica y Prenj. La Bosnia oriental también tiene montañas como Trebević, Jahorina, Igman, Bjelašnica y Treskavica. Aquí se celebraron los Juegos Olímpicos de Invierno de 1984. En el sur, el relieve se suaviza, limitando con el Adriático, aunque se manifiesta en una tierra arable abrupta. Es en esta parte meridional donde se concentra la agricultura. Bosnia Central es la parte más montañosa de Bosnia que presenta montañas como rasgo dominante.

### Ríos, lagos y costas

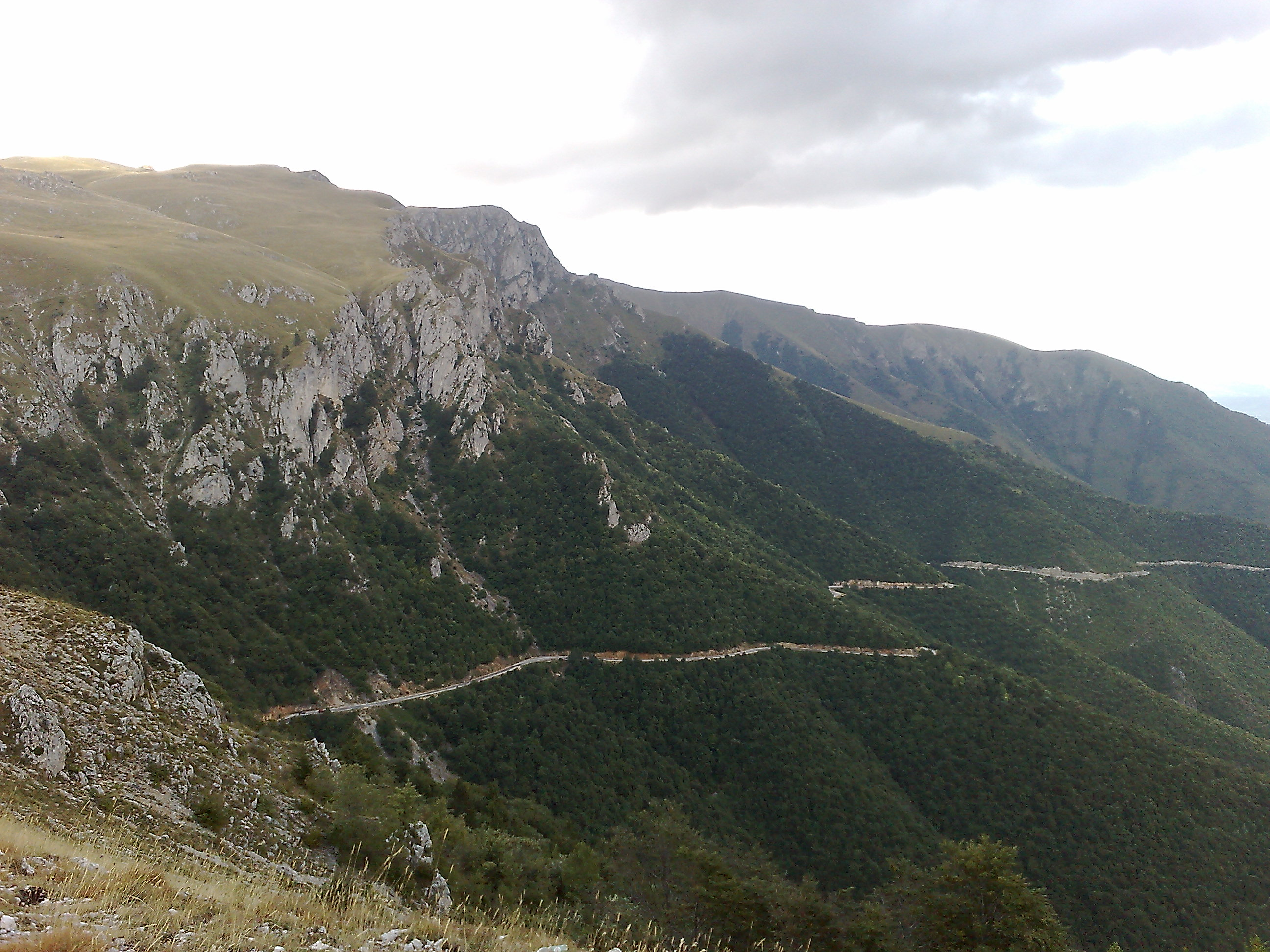
Montaña Vlašić, parte de los Alpes Dináricos.

El Sava, con sus afluentes Bosna y Drina, forman la red hidrográfica del país. El Sava es el río más largo de Bosnia y Herzegovina pero no el mayor que fluye a través del país, puesto que recorre también Serbia y Croacia. El Sava hace de frontera natural con Croacia y ciudades como Brčko, Bosanski Šamac, Bosanska Gradiška quedan en el río. Su afluente el Bosna es el más largo de los que recorren Bosnia y se encuentra en su totalidad dentro del país, pues se extiende desde su fuente cerca de Sarajevo hasta el río Sava en el norte. Dio su nombre al país. El Drina corre por la parte oriental de Bosnia, en muchos lugares en la frontera entre Bosnia y Serbia. El Drina atraviesa las ciudades de Foča, Goražde y Višegrad. El Neretva es un gran río en la parte central y oriental de Bosnia, fluye desde Jablanica al sur hasta el mar Adriático. Es un río famoso porque atraviesa la ciudad de Mostar, que recibió su nombre por los "guardianes del puente" (en el idioma nativo, mostari) quienes mantuvieron en Stari Most (Viejo puente) sobre el Neretva, construido durante la época otomana y que se convirtió en uno de los símbolos de Mostar, razón por la cual se entendió como un objetivo político en las guerras de Yugoslavia. 
Hay otros grandes ríos en la República de Bosnia y Herzegovina:
- El Una en la parte noroccidental de Bosnia fluye a lo largo de la frontera septentrional y occidental de Bosnia y Croacia y por la ciudad bosnia de Bihać. Es un río popular para el rafting y los deportes de aventura.
- El Sana fluye por la ciudad de Sanski Most y Prijedor y es afluente del río Sava en el norte.
- El Vrbas atraviesa las ciudades de Gornji Vakuf - Uskoplje, Bugojno, Jajce, Banja Luka, Srbac y alcanza el río Sava en el norte. El Vrbas atraviesa la parte central de Bosnia y luego va hacia el Norte.

Su estrecha costa no tiene bahías naturales y se extiende 20 km por el Mar Adriático, alrededor de la ciudad de Neum en el cantón de Herzegovina-Neretva, aunque rodeado por penínsulas croatas por las normas de las Naciones Unidas, Bosnia tiene derecho de paso al mar exterior. Neum tiene muchos hoteles y es un importante destino turístico.

### Clima
El clima es continental extremado en el norte y mediterráneo en el sur.  Los veranos son cálidos y los inviernos fríos. Sin embargo, en las zonas más altas, el verano suele ser templado y corto y los inviernos muy fríos y largos. Las mínimas en zona de montaña pueden rondar los -20 °C y, en el resto, los −12 °C. Las temperaturas máximas pueden llegar incluso hasta los 40 °C y sobrepasarlos en una ola de calor. En el litoral y prelitoral imperan unas condiciones más templadas ya que esa región (Herzegovina) tiene un clima mediterráneo con las paticularidades propias del Adriático: veranos calurosos y relativamente secos (aunque con algunas precipitaciones); y precipitaciones abundantes en términos anuales, especialmente en los lluviosos y relativamente suaves otoños e inviernos.
|                      | Ene. | Feb. | Mar. | Abr. | Mayo | Jun. | Jul. | Ago. | Sep. | Oct. | Nov. | Dic. | Año  |
| T° max (media) [°C]  | 3    | 5    | 10   | 15   | 20   | 24   | 26   | 27   | 23   | 16   | 10   | 6    | 15,2 |
| T° mín (media) [°C]  | -4   | -3   | 0    | 5    | 8    | 12   | 13   | 13   | 10   | 6    | 3    | -1   | 5,1  |
| Precipitaciones [mm] | 71   | 69   | 50   | 69   | 84   | 86   | 68   | 62   | 71   | 84   | 98   | 87   | 899  |

Fuente: "Clima Sarajevo - Bosnia-y-Herzegovina" en protiempo.es.

### Medio ambiente

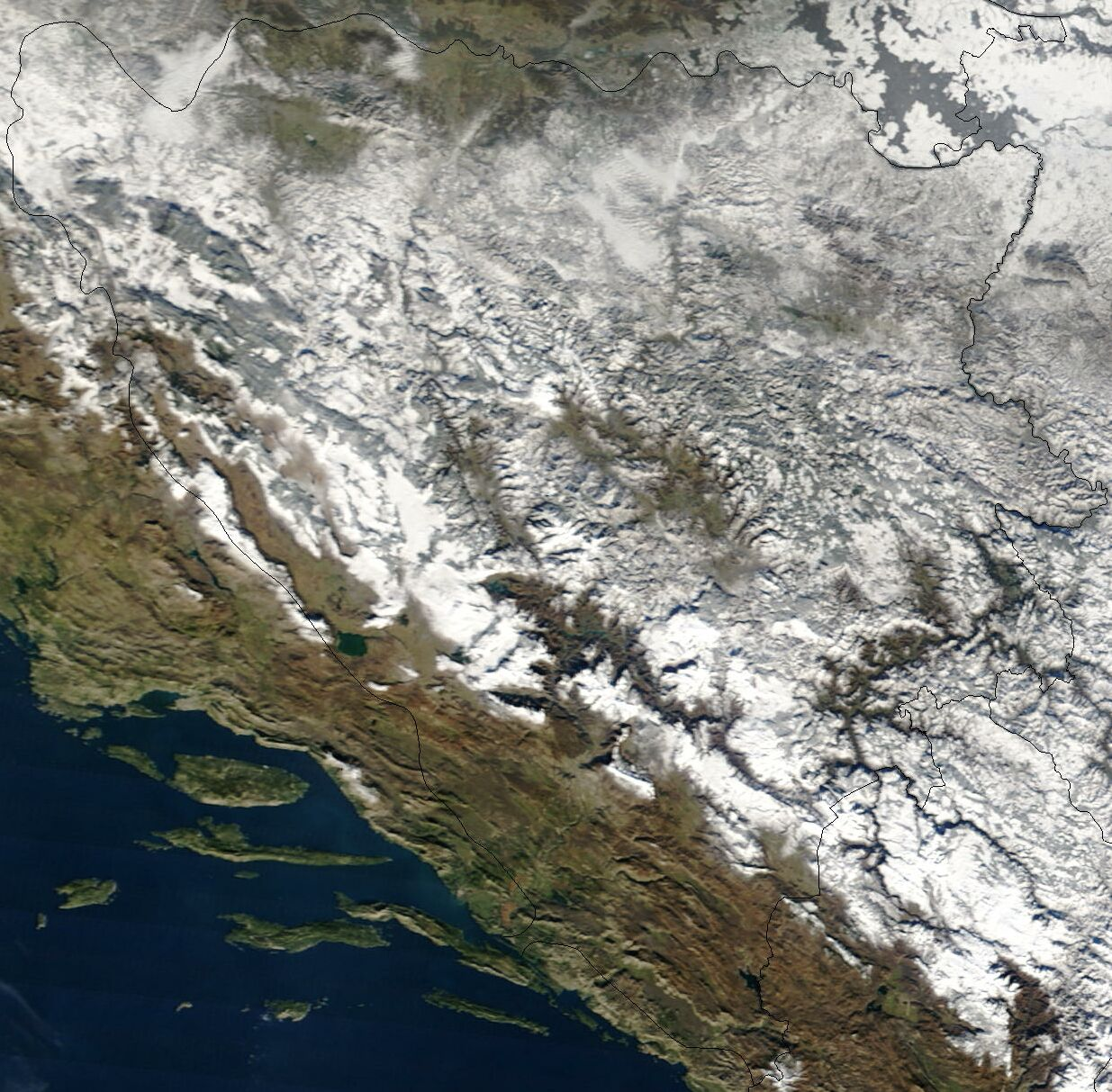
Imagen de satélite de Bosnia-Herzegovina.

La Bosnia oriental está densamente poblada de bosque a lo largo del río Drina, y en total alrededor del 50% de Bosnia y Herzegovina es boscosa. La mayoría de las regiones boscosas se encuentran en las partes centro, este y oeste de Bosnia. La Bosnia septentrional contiene tierra agrícola muy fértil a lo largo del río Save y la región correspondiente está llena de granjas. Esta tierra agrícola es una parte de la Llanura parapanónica que se extiende hasta las vecinas Croacia y Serbia. La parte noroccidental de Bosnia recibe el nombre de Bosanska Krajina. 
Fitogeográficamente, Bosnia y Herzegovina pertenece al Reino Holártico y está compartida entre la provincia iliria de Región Circumboreal y la provincia adriática de la región mediterránea. Según WWF, el territorio de Bosnia y Herzegovina se reparte entre cuatro ecorregiones:
- Bosque templado de frondosas:
  - Bosque mixto de Panonia, en el norte
  - Bosque mixto de los Alpes Dináricos, en el centro
  - Bosque mixto balcánico, en varias zonas del extremo este, en la frontera con Serbia y Montenegro

- Bosque mediterráneo:
  - Bosque caducifolio de Iliria, en el sur

56.779 hectáreas están protegidas como humedales de importancia internacional al amparo del Convenio de Ramsar, en tres sitios Ramsar: Humedales de Bardača, Hutovo Blato y el Poljé de Livno. La fauna está protegida por la Reserva Natural de Herzegovina, junto con los Parques Nacionales como el Parque Nacional Kozara, que se encuentra en la región boscosa de la parte noroccidental de Bosnia, y el Parque Nacional Sutjeska. El país alberga osos en su zona montañosa, mientras que sus ríos son el ecosistema de varias especies de peces; las aves se concentran principalmente en la Reserva Natural Hutovo Blato.
El principal riesgo natural del país son los terremotos destructivos. En cuanto a los problemas medioambientales, existe contaminación atmosférica por plantas metalúrgicas; sitios de desechos urbanos limitados; problemas acuíferos y destrucción de la infraestructura por la guerra civil de 1992-1995 y deforestación.

## Geografía humana
Según el censo de población realizado en 1991, Bosnia y Herzegovina tenía una población de 4 369 319 habitantes, mientras que el censo del Banco Mundial realizado en 1996 bajó hasta los 3 764 425 habitantes. Los movimientos migratorios producidos a gran escala durante las guerras yugoslavas en los años noventa han causado grandes cambios demográficos en el país. Entre 1991 y 2013, los desacuerdos políticos hicieron imposible organizar un censo. Se planeó la realización de un censo en el 2011, y posteriormente en el 2012, pero no se realizó hasta octubre del 2013. Según el censo de población realizado en ese año hay un total de 3 791 622 habitantes en 1,16 millón de viviendas; por lo que ha habido una reducción de 585 411 habitantes desde el censo de 1991.
En Bosnia y Herzegovina habitan principalmente tres grupos étnicos, los cuales son los bosníacos, serbios y croatas. También se pueden encontrar minorías como los judíos y los gitanos. Según los datos del censo de 2013, los bosníacos constituyen el 50,11 % de la población, los serbios el 30,78 %, los croatas el 15,43 %, mientras que otras etnias corresponden al 2,73 %, mientras que el resto de la población no responden.
El territorio se divide en la Federación de Bosnia y Herzegovina y la República Srpska. Proporcionalmente, la Federación ocupa un 51% del territorio y la República, el 49 % restante. La zona denominada Herzegovina es contigua a Croacia y Montenegro, y tradicionalmente fue poblada por una mayoría étnica croata en el oeste y serbia en el este.

## Geografía económica

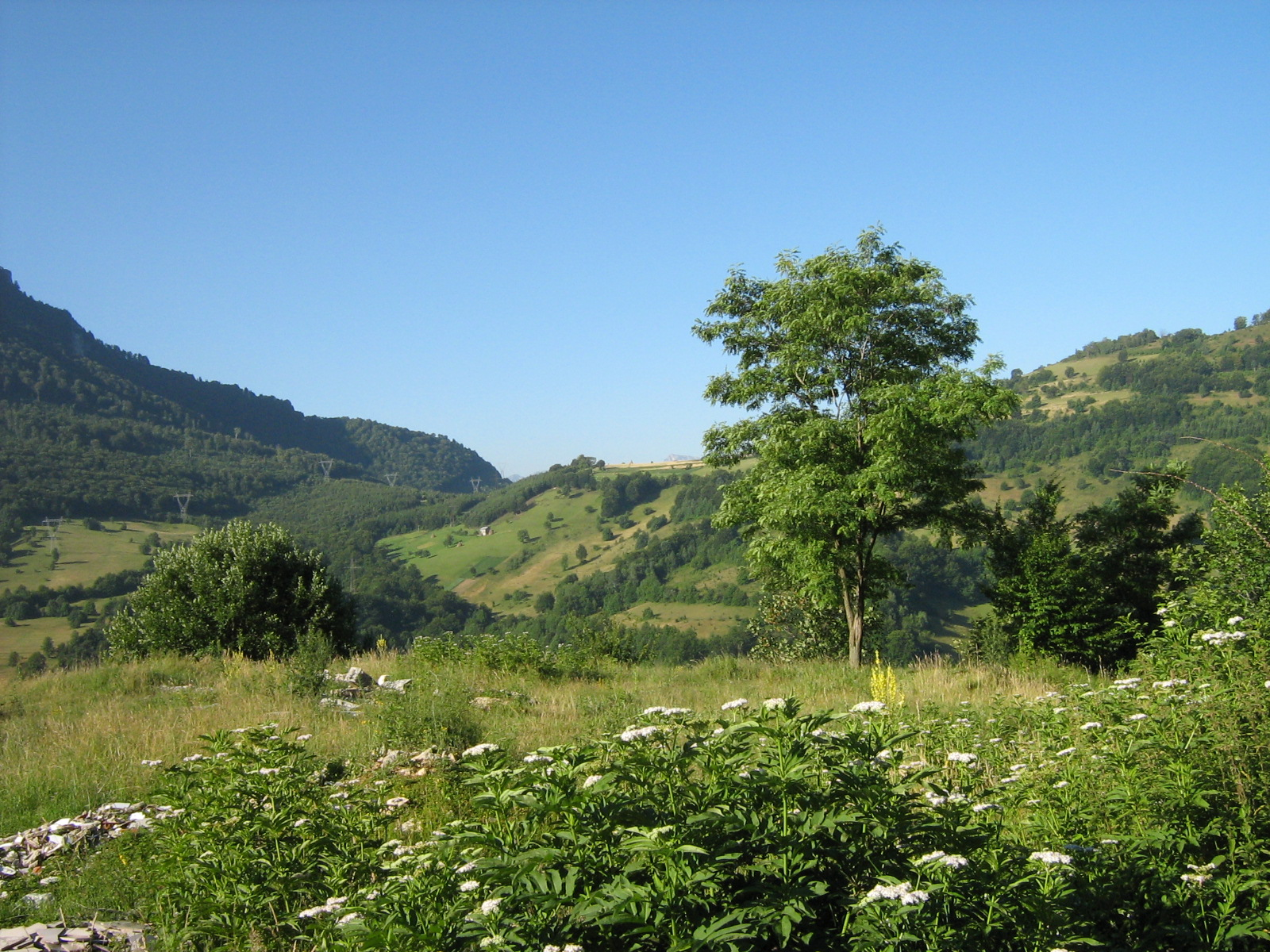
Paisaje cerca de la montaña Iván, en el cantón de Herzegovina-Neretva.

La agricultura se basa en los cereales y en los cultivos del tabaco, hortalizas y frutales. Es importante la ganadería ovina. La explotación de los bosques, que ocupan alrededor del 40% del territorio, y de los recursos del subsuelo (mineral de hierro, carbón) constituyen su principal riqueza. 
Cuenta con industria metalúrgica, mecánica, química y textil (alfombras). La capital, Sarajevo, considerado su principal centro económico y cultural, ha sufrido grandes daños y numerosas pérdidas humanas a consecuencia de los ataques y bombardeos por parte de las fuerzas serbias tras la independencia de la República (1992). La capital de Herzegovina es Mostar. Otras ciudades de importancia son Banja Luka, Mostar y Zenica.
- Uso de la tierra:
  - tierra arable: 19,61%
  - cosechas permanentes: 1,89%
  - otros: 78,5% (2005)

- Tierra irrigada: 30 km²

- Recursos naturales:
  - Carbón, hierro, bauxita, cobre, plomo, zinc, cromita, cobalto, manganeso, níquel, arcilla, yeso, salinas, arena, silvicultura, energía hidroeléctrica